# لی (یکا)

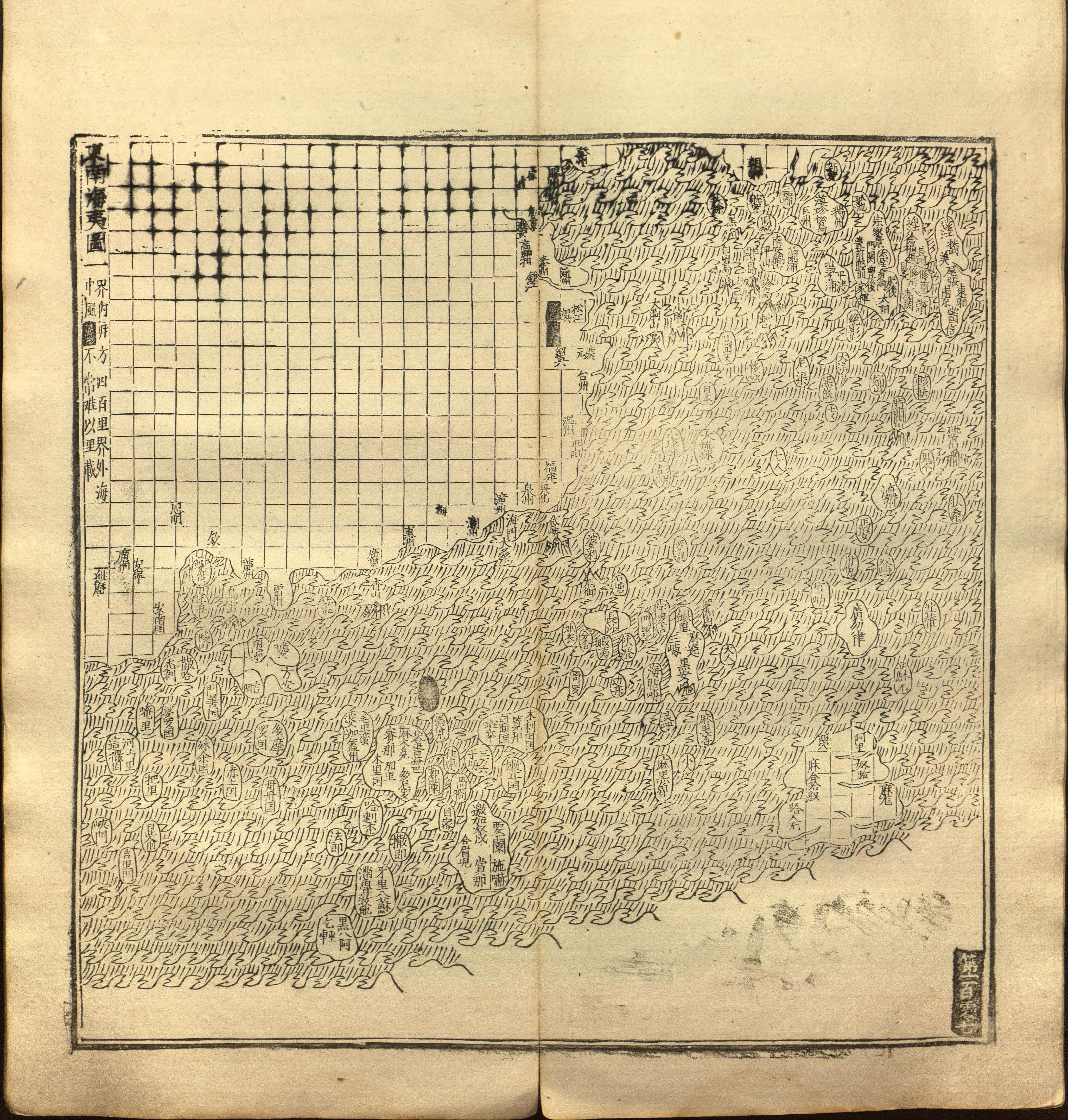
نقشه شرق دریای چین جنوبی مربوط به سال ۱۵۸۸؛ هر مربع شامل ۴۰۰ لی (حدود ۱۳۳ کیلومتر یا ۸۰ مایل) است.

لی یا ری (چینی: 里، لُ، یا市里، شیل)، که به عنوان مایل چینی نیز شناخته می‌شود، یکی از یکاهای اندازه‌گیری سنتی چینی برای اندازه‌گیری مسافت است. طول لی در طول زمان تغییرات قابل توجهی داشته است، اما معمولاً حدود یک سوم مایل انگلیسی بوده و اکنون طول استاندارد آن نیم کیلومتر (۵۰۰ متر یا ۱٬۶۴۰ فوت یا ۰٫۳۱۱ مایل) است. سپس این مقدار به ۱۵۰۰ چی یا «فوت چینی» تقسیم می‌شود.
این کلمه ترکیبی از دو کلمه «مزرعه» (田، tián) و «زمین» (土، tǔ) است، زیرا تصور می‌شد که طول آن تقریباً به اندازه طول یک روستا باشد. تا اواخر دهه ۱۹۴۰، «لی» نشان‌دهنده یک واحد ثابت نبود، بلکه بسته به نوع مورد نیاز آن برای طی کردن مسافت، می‌توانست بلندتر یا کوتاه‌تر باشد.
همچنین یک واحد لی (سنتی:釐، ساده شده:厘، lí) دیگر وجود دارد که یک هزارم یکای سنتی چی را نشان می‌دهد. اما این یکا خیلی کمتر استفاده می‌شود. این لی کوتاه معمولاً در جمهوری خلق چین به عنوان معادل پیشوند سانتی‌متر در واحدهای متریک استفاده می‌شود، بنابراین لی می (厘米، límǐ) یک شکل دیگر برای سانتی‌متر است. تفاوت لحن، آن را برای گویشوران مختلف زبان چینی قابل تشخیص می‌کند، هرگونه اشاره به لی همیشه به واحد سنتی بلندتر اشاره دارد و نه به واحد کوتاه‌تر یا کیلومتر. این واحد سنتی، از نظر کاربرد تاریخی و تناسب مسافت، می‌تواند همتای آسیای شرقی واحد لیگ غربی در نظر گرفته شود. با این حال، در زبان انگلیسی، لیگ معمولاً به معنای «۳ مایل» است.